# Naivasha
Naivasha es una localidad de Kenia, con estatus de municipio, perteneciente al condado de Nakuru.
Tiene 181 966 habitantes según el censo de 2009. Se sitúa en la orilla oriental del lago Naivasha, a medio camino entre Nairobi y Nakuru.
La localidad es famosa por haberse firmado aquí en 2004 el Acuerdo de Naivasha, que puso fin a la segunda guerra civil sudanesa.

## Demografía
Los 181 966 habitantes del municipio se reparten así en el censo de 2009:
- Población urbana: 91 993 habitantes (45 253 hombres y 46 740 mujeres)
- Población periurbana: 77 149 habitantes (39 604 hombres y 37 545 mujeres)
- Población rural: 12 824 habitantes (6514 hombres y 6310 mujeres)

## Transportes
Se sitúa sobre la carretera A104, que une Tanzania con Uganda pasando por Nairobi. Al sureste, esta carretera permite ir a Nairobi entrando desde Kikuyu. Al noroeste, esta carretera lleva a Nakuru, Eldoret y Bungoma. Al sur de Naivasha sale la C88, ruta alternativa a la A104 que pasa por Karagita y Mai Mahiu. De la C88 sale al oeste una carretera secundaria que lleva al condado de Narok.